# Elissa Steamer
Elissa Steamer, ameriška poklicna rolkarka, * 31. julij 1975, Fort Myers, Florida, ZDA.
Elissa je začela rolkati leta 1989, poklicna rolkarka pa je postala leta 1998, ko je zmagala ženski del Slam City Jam tekmovanja in je tako postala prva ženska, ki je imela svoj model deske za rolko. Steamerjeva je prav tako prva ženska rolkarka, ki so jo upodobili v video igri in sicer od Tony Hawk's Pro Skater do Tony Hawk's Underground.
| - Zero (2006 - ) | - 12-pack (Etnies, 2006) |

1. ↑  Person Profile // Internet Movie Database — 1990.